# 子宫骶韧带
子宫骶韧带（uterosacral ligaments, recto-uterine ligaments），属于子宫主要韧带之一。

## 结构
直肠子宫摺叠组织包含一系列纤维组织和非条纹肌肉纤维，附着在骶骨前端，并组成子宫骶韧带。这韧带链接子宫到骶骨。
盆内脏神经位于此韧带上缘。